# Liste der Krater des Erdmondes/X
| Name       | Benannt nach | Lage                       | Mittlerer Durchmesser (km) |
| ---------- | ------------ | -------------------------- | -------------------------- |
| Xenophanes | Xenophanes   | 57° 36′ 0″ N, 81° 24′ 0″ W | 113                        |
| Xenophon   | Xenophon     | 22° 48′ 0″ S, 122° 6′ 0″ O | 25                         |